# التصوف الجرماني

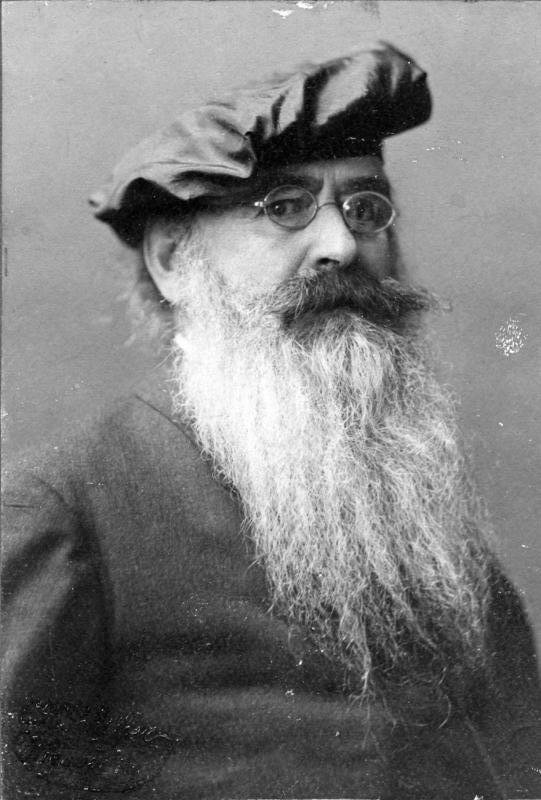

يعد نظام Armanism and Ariosophy من النظم الأيديولوجية الباطنية التي ابتكرها قايدو فون لست وJörg Lanz von Liebenfels على التوالي، في النمسا بين عامي 1890 و1930. مصطلح "Ariosophy"، وهذا يعني الحكمة بشأن الآريين، وقد صاغ أول مرة من قبل لانز فون في عام 1915 وأصبحت تسمية لمذهبه في العشرينات. في البحث في هذا الموضوع، مثل نيكولاس غودريك-كلارك كاتب كتاب جذور النازية الغامض، مصطلح '' يستخدم بشكل عام لوصف النظريات العريان مقصور على فئة معينة من مجموعة فرعية من فولكيش. هذا الاستخدام الأوسع للكلمة بأثر رجعي ولم يكن حاليًا بشكل عام بين الباطنيين أنفسهم ". في الواقع، سميت القائمة بعقيدة "الأرمنية"، بينما استخدم لانز مصطلحات "Theozoology" و"Ario-Christianity" قبل الحرب العالمية الأولى.
كانت أفكار Von List وLanz von Liebenfels جزءًا من إحياء غامض عام في النمسا وألمانيا في أواخر القرن التاسع عشر وأوائل القرن العشرين، مستوحى من الوثنية الجرمانية التاريخية والفلسفة الشمولية بالإضافة إلى المفاهيم الباطنية المتأثرة بالرومانسية والفلسفة الألمانية. ربط هذا التصوف الجرماني مع الثقافة الجرمانية التاريخية هو واضح في سحر الصوفيون "مع الرونية.

## نظرة عامة
الأيديولوجية المتعلقة بالجنس الآري (بمعنى الهندو أوروبيين، والرموز الرونية، والصليب المعقوف، وأحياناً السحر والتنجيم هي عناصر مهمة في الفلسفة. من حوالي عام 1900، دخلت مفاهيم الباطنية أفكار قائمة غيدو بحلول عام 1899 على أبعد تقدير. في أبريل 1903 أرسل مخطوطه، واقترح ما يسميه جودريك كلارك «علم زائف هائل» يتعلق بالإيمان الألماني القديم، إلى الأكاديمية الإمبراطورية للعلوم في فيينا  فصاعدًا. ساهمت هذه الأفكار الأريوسية بشكل كبير في ثقافة مضادة غامضة في ألمانيا والنمسا. نشأ اهتمام تاريخي بهذا الموضوع من العلاقة الأيديولوجية للآريوسية بالنازية، وهو واضح في عناوين الكتب مثل:
- جذور الغيب للنازية بقلم نيكولاس جودريك كلارك
- دير مان، دير هتلر، يموت إيدين غاب (الرجل الذي أعطى هتلر أفكاره)، سيرة ويلفريد دايم عن لانز فون ليبنفلز.

ومع ذلك، جودريك-كلارك دراسة شاملة تجد أدلة تذكر على التأثير المباشر، ما عدا في حالة من هذا أسطورة القديمة الألمانية التي وضعتها «مستبصر» إس إس -بريغيجاديه فوهرر كارلهاينز ماريا ويليغوت،  والتي كانت النتائج العملية، أولاً، دمج رمزية ويلجوت في احتفالات دائرة النخبة داخل شوتزشتافل؛ وثانياً، اللوم الرسمي لأولئك السحرة الرونيين الذين وصمهم ويلجوت بالهرطقة، وهو ما قد أقنع هاينريش هيملر بأمر اعتقال العديد منهم.  أبرز الحالات الأخرى هي آننإربه هيملر. (للاطلاع على النقاش حول العلاقات المباشرة مع الإيديولوجية النازية، انظر الجوانب الدينية للنازية. يفحص جودريك كلارك (1985: 192-202) الأدلة الموجودة للتأثيرات على هتلر وعلى النازيين الآخرين، لكنه يخلص إلى أن «الأريوسية هي عرض وليس تأثيرًا في الطريقة التي توقعت بها النازية».

### الكتاب والمنظمات «الأريوسية»
على الرغم من أن التعريف الواسع لمصطلح "Ariosophy" مفيد لبعض الأغراض، إلا أنه يمكن وصف العديد من المؤلفين اللاحقين، بما في ذلك Ellegaard Ellerbek وPhilipp Stauff وGünther Kirchoff، بأنه زراعة Armanism of List (Goodrick-Clarke 1985: 155)). في نهج أقل اتساعًا، يمكن للمرء أيضًا علاج السحر والتنجيم بشكل منفصل. على الرغم من أن الأحرف الرونية في أرمانين تعود إلى القائمة، إلا أن رودولف جون غورسليبن قد تميز عن غيره من كتاب völkisch من خلال جعل الأهمية الباطنية للرونية في نظرته إلى العالم.

## Armanism
قام جيدو فون ليست بتطوير دين عنصري يقوم على مفهوم نبذ العقيدة الأجنبية المفروضة على المسيحية والعودة إلى الديانات الوثنية الخاصة بالهنود الأوربيون البدائيون (فضلت القائمة المصطلح المكافئ أريو جرمانين، أو «أريون جرمانيين»). اعترفت القائمة بالتمييز النظري بين اللغة البروتينية الهندية الأوروبية ولغتها البروتينية الجرمانية ولكنها غمضتها كثيرًا بسبب ميله لمعاملتها ككيان واحد طويل العمر (على الرغم من أن هذا الإطار يستخدم أيضًا في علم اللغة باعتباره اللغة الأم الجرمانية). في هذا، أصبح متأثراً بشدة بالفكر الثيوصوفى للسيدة بلافتسكى، التي اختلط بها مع معتقداته الأصلية للغاية، والتي تأسست على الوثنية الجرمانية.  

قبل أن يتحول إلى السحر والتنجيم، كتب جيدو ليست مقالات للصحف القومية الألمانية في النمسا، فضلاً عن أربع روايات تاريخية وثلاث مسرحيات، بعضها «تم وضعه في ألمانيا القبلية» قبل ظهور المسيحية. كما كتب مقالة معادية للسامية في عام 1895. قائمة اعتمدت الأرستقراطية فون بين 1903 و1907.

### Listists تحت الرايخ الثالث
مات فون ليست في 17 مايو 1919، قبل أشهر قليلة من انضمام أدولف هتلر إلى حزب سياسي بافاري صغير وفيما بعد الحزب النازي. بعد وصول النازيين إلى السلطة، وقع العديد من دعاة ارمانين ضحية لقمع الباطنية في ألمانيا النازية.
كان السبب الرئيسي لاضطهاد التجميع هو السياسة النازية لإغلاق المنظمات الباطنية بشكل منهجي (على الرغم من أن الوثنية الجرمانية ما زالت تمارس من قبل بعض النازيين على أساس فردي)، لكن المحرض في بعض الحالات كان إخصائيي التخدير الشخصيين لدى هيملر، كارل ماريا ويليجوت. حدد ويليجوت الديانة التوحيدية للإرمينية باعتبارها العقيدة الحقيقية للأجداد، مدعيا أن صف وتقاليد جويدو فون ليست والقائمة الرونية تشكل ديانة زائفة.

## المنظمات الحديثة
في أواخر القرن العشرين، وجهت الحركات النيوباجانية الجرمانية نفسها أكثر نحو إعادة إعمار الشرك، وابتعدت عن العناصر الثيوصوفانية والسحرية، لكن عناصر التصوف الأريوفي ما زالت تلعب دورًا في بعض المنظمات الفوقية البيضاء. تمارس الجوانب الصوفية أو الشامانية المزعومة للثقافة الجرمانية التاريخية ما قبل المسيحية، والتي تم تلخيصها باسم seidr، أيضًا في الأودينية.